# Daugava Ryga (1944)
Daugava Ryga (łot. Futbola Klubs Daugava Rīga) – łotewski klub piłkarski, mający siedzibę w stolicy kraju Rydze, działający w latach 1944–1990.

## Historia
Chronologia nazw:
- 1944—1947: Daugava
- 1948—1949: Daugava-VEF
- 1950—1958: Daugava
- 1959—1962: Daugava-RVZ
- 1963—1969: Daugava-REZ
- 1970—1990: Daugava

Klub został założony w 1944 jako Daugava Ryga. W 1948 zespół debiutował w rozgrywkach drugiej grupie Mistrzostw ZSRR, a w następnym roku otrzymał prawo występów w najwyższej lidze radzieckiej. W 1953 w związku z reorganizacją systemu lig w ZSRR klub został przydzielony do Klasy B. W latach 1960–1962 występował w Klasie A, ale potem ponownie zmagał się w Klasie B. W 1972 spadł do Wtoroj ligi, w której występował z wyjątkiem 1976 (Pierwaja liga) do roku 1982. W latach 1982–1989 klub uczestniczył w rozgrywkach Pierwoj ligi. W sezonie 1989 zajął przedostatnie 21. miejsce i spadł do Wtoroj ligi. W 1990 zajął 2. miejsce w strefie zachodniej Wtoroj ligi i powrócił do Pierwoj ligi. Drugi zespół klubu wzmocniony piłkarzami z Łotewskiego Wyższego Instytutu Kultury Fizycznej (łot. Latvijas Valsts fiziskās kultūras institūts) jako FKI-Daugava Ryga występował w rozgrywkach Baltic League. Jednak w 1991 klub zrezygnował z dalszych występów i przekazał swoje miejsce w Pierwoj lidze ZSRR innemu ryskiemu klubowi Pardaugava Ryga.

## Dziedziczność nazwy klubu
Od 1991 roku miejsce Daugavy zajął klub o nazwie Pardaugava, założony w 1984 jako Daugava-RVZ. W 1995 zbankrutował i został rozwiązany.
W 1996 roku nazwę Daugava przejął klub Torpedo Ryga, który został założony w 1957 jako RTP (Riga Taxi Park), ale i on w 2000 został rozwiązany.
W 2005 roku klub został zarejestrowany klub Daugava 90 Ryga, który w 2008 zmienił nazwę na FK Daugava, a w 2010 nazywał się Daugava/RFS.
W 2007 roku Ditton Dyneburg, który został założony w 2001 roku, zmienił nazwę na FC Daugava, jednak nadal reprezentuje miasto Dyneburg.
W 2012 roku FK Jurmala, który został założony w 2003 roku, przeniósł się do Rygi i zmienił nazwę na FK Daugava.

## Sukcesy

### Trofea międzynarodowe
Nie uczestniczył w rozgrywkach europejskich.

### Trofea krajowe
| \| \| Zdobyte trofea w rozgrywkach Związku Radzieckiego (stan na: 1-01-2015) \| |                                                                        |      |            |
| Rozgrywki                                                                       | Osiągnięcie                                                            | Razy | Sezon(y)   |
| Mistrzostwo                                                                     | I miejsce                                                              | 0    |            |
| Mistrzostwo                                                                     | II miejsce                                                             | 0    |            |
| Mistrzostwo                                                                     | III miejsce                                                            | 0    |            |
| Mistrzostwo                                                                     | 11. miejsce                                                            | 1    | 1951       |
| Puchar                                                                          | zdobywca                                                               | 0    |            |
| Puchar                                                                          | finalista                                                              | 0    |            |
| II liga                                                                         | I miejsce                                                              | 1    | 1985       |
| II liga                                                                         | II miejsce                                                             | 1    | 1967       |
| II liga                                                                         | III miejsce                                                            | 2    | 1986, 1987 |
|                                                                                 | Zdobyte trofea w rozgrywkach Związku Radzieckiego (stan na: 1-01-2015) |      |            |

- Wtoraja liga ZSRR (D3):
  - mistrz (2x): 1972, 1981
  - wicemistrz (4x): 1973, 1974, 1980, 1990

## Stadion
Klub rozgrywał swoje mecze domowe na stadionie Daugava w Rydze, który mógł pomieścić 15,125 widzów (obecnie 5,083).